# Kapaa
Kapaa – jednostka osadnicza w Stanach Zjednoczonych, w hrabstwie Kauaʻi.